# Ferula drudeana
Ferula drudeana ist eine Pflanzenart aus der Gattung Steckenkräuter (Ferula) innerhalb der Familie der Doldenblütler (Apiaceae). Vorkommen sind nur aus drei verschiedenen Orten in der Türkei bekannt. Die Pflanze wird als eine der naheliegendsten Kandidatenarten für das verloren gegangene antike Würz- und Heilkraut Silphium erachtet.

## Beschreibung
Ferula drudeana ist eine ausdauernde, krautige Pflanze die bis zu 2,5 Meter hoch wird. Der kahle Stängel ist rippig. Sie besitzt dicke, verzweigte, ginsengartige Wurzeln. Die gestielten Laubblätter sind mehrfach gefiedert und sellerieartig, fiederschnittig, bis zu 60 Zentimeter groß und fein behaart. Es sind papierige Blattscheiden vorhanden.
Es werden doppeldoldige Blütenstände gebildet. Die seitlichen sind länger gestielt. Die kleinen und gestielten Blüten sind gelb und zwittrig mit einfacher Blütenhülle, die Kelchblätter fehlen. Bis zur Blüte können zehn Jahre vergehen, was eine Problematik in der Vermehrung dieser seltenen Pflanze darstellt.
Es werden kleine Spaltfrüchte gebildet.

## Entdeckungsgeschichte
Die erste bekannte herbarische Aufzeichnung wurde im Juli 1909 von dem deutschen Ingenieur Walter Siehe erstellt, damals noch als Ferula ovina klassifiziert. Das Exemplar hatte er in der türkischen Provinz Adana entdeckt. Siehe sandte Proben an das Botanische Institut Komarov in St. Petersburg und den Botanischen Garten Edinburgh. Erst 1930 wurden die Proben in St. Petersburg von Jewgeni Petrowitsch Korowin als neue Spezies klassifiziert, und erst 1947 gültig veröffentlicht. 1983 begann der türkische Professor für Pharmazie Mahmut Miski die Art am Hasan Dağı zu studieren und publizierte 2021 einen Vergleich mit dem antiken Würzkraut Silphium.